# 杭瀨站
杭瀨站（日语：／ Kuise eki */?）是位於兵庫縣尼崎市杭瀨本町，屬於阪神電氣鐵道本線的車站。車站編號為「HS07」。

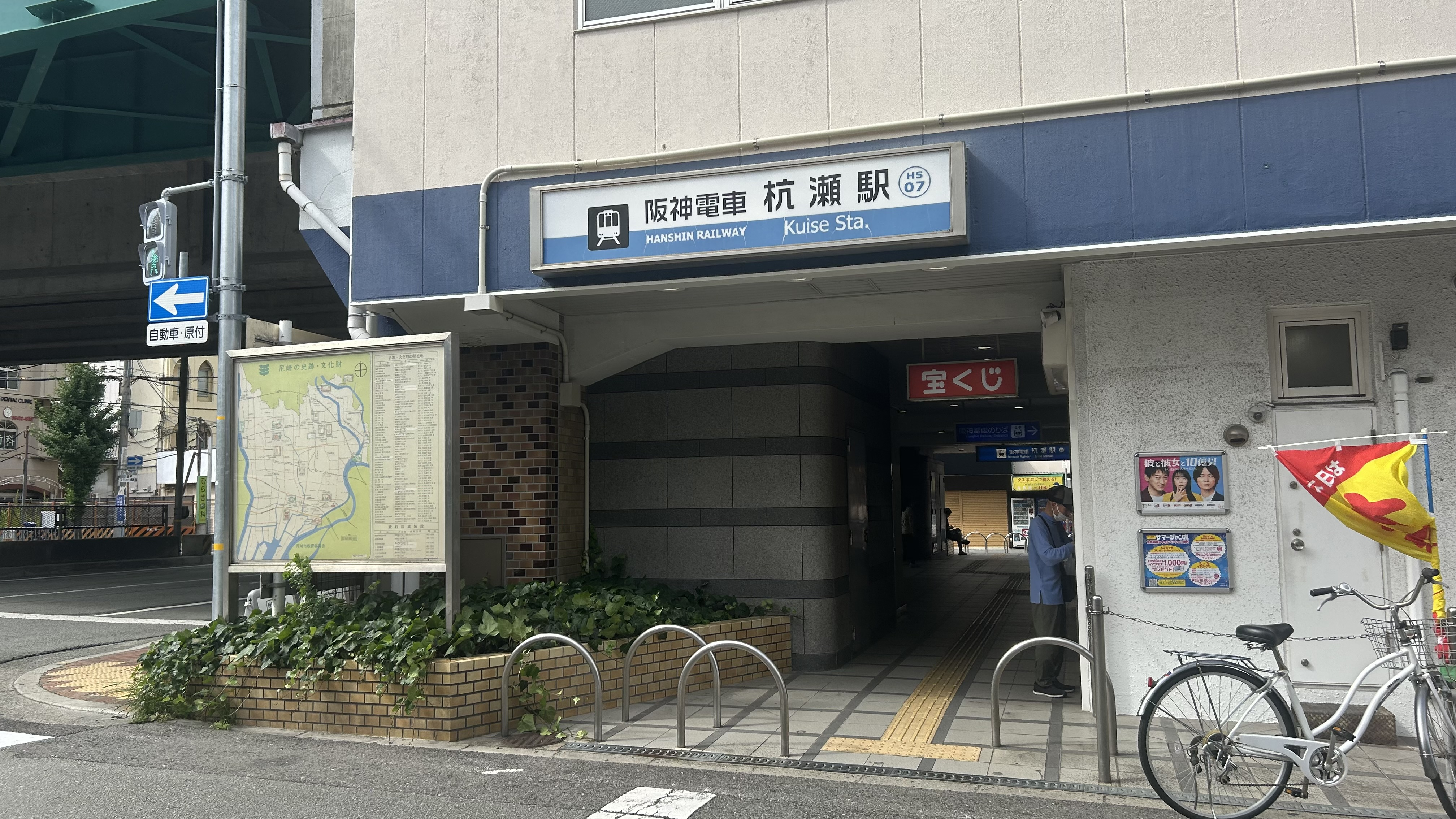
南口(2024年6月)

## 歷史
此站曾設有聯絡線分支連接阪神國道線的北杭瀨（但是沒有旅客營業服務），由於國道線已經廢止因此聯絡線也已不存在。
- 1905年（明治38年）4月12日 - 阪神本線開通，此站也同時啟用[1]。
- 1930年（昭和5年）6月 - 連接國道線的聯絡線開通。
- 1967年（昭和42年）11月12日 - 由於本線的架空電纜昇壓（直流600V→1,500V），因此聯絡線暫停服務。
- 1975年（昭和50年）5月6日 - 國道線廢止，聯絡線也同時廢止。
- 1978年（昭和53年）6月10日 - 隨著本線姬島站至大物站之間高架化工程竣工，使此站成為高架車站。
- 2009年（平成21年）3月20日 - 本線取消準急班次，再沒有定期優等列車（日语：優等列車）停靠。
- 2014年（平成26年）4月1日 - 引入車站編號[2][3]。

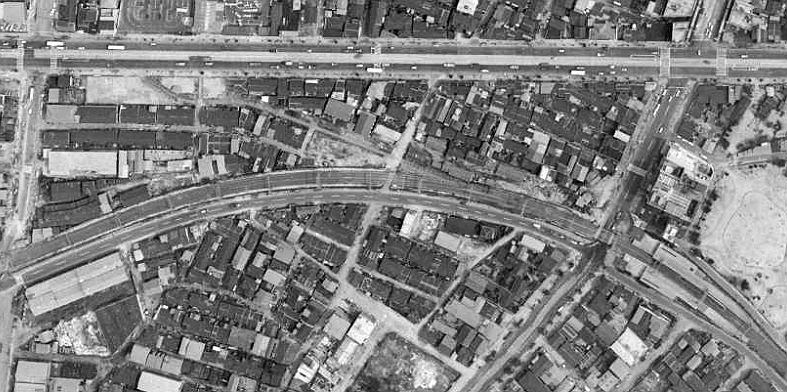
1966年的杭瀨聯絡線　在圖像右下方的杭瀨站西邊彎曲路軌中有一條直線路軌分支，該分支為單線路軌，經國道2號前的S形彎連接在國道2號上的國道線（圖像左上方）。　來源：國土地理院 地圖、空中相片參閲服務

## 車站構造

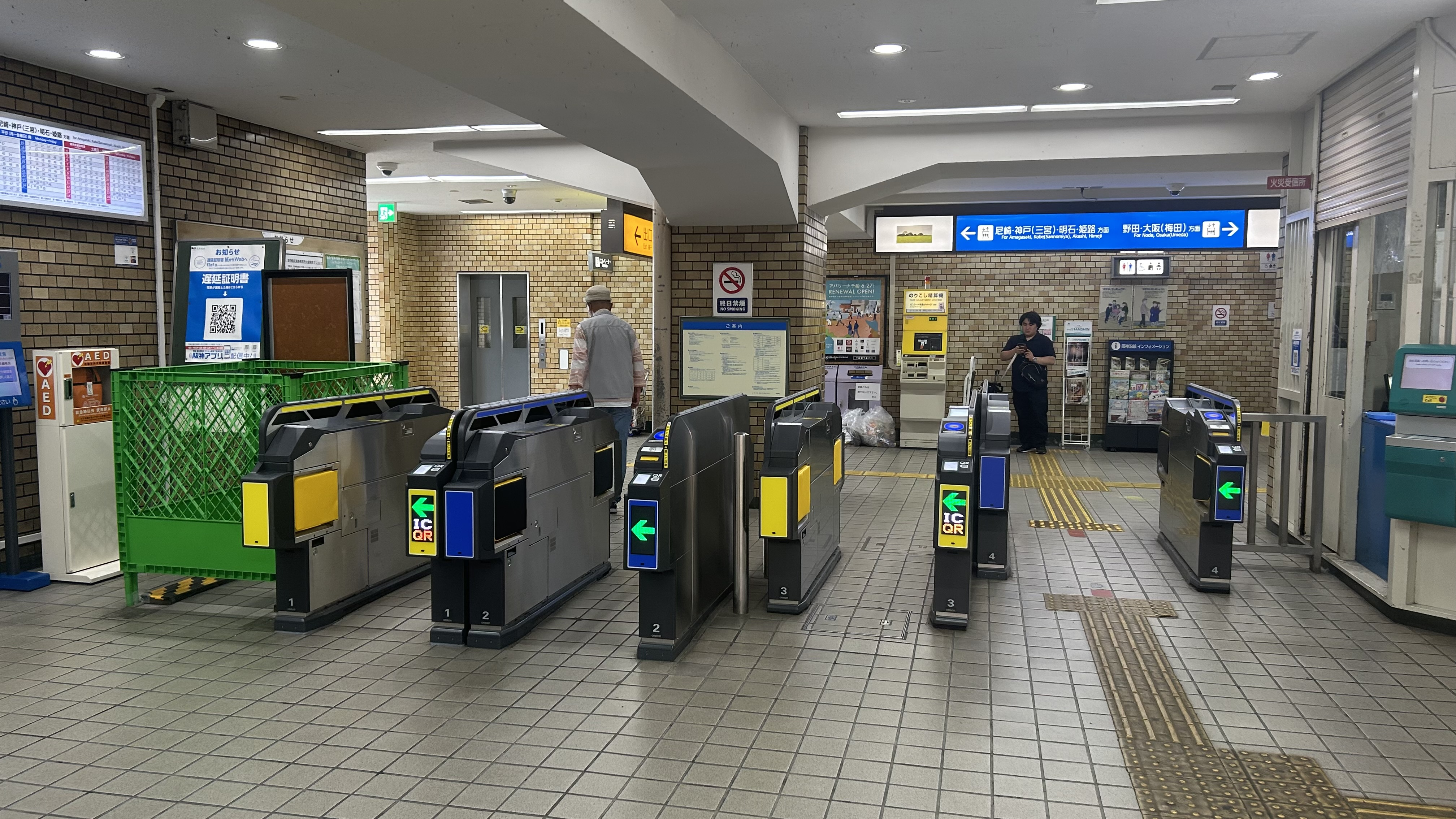
驗票閘口(2024年6月)

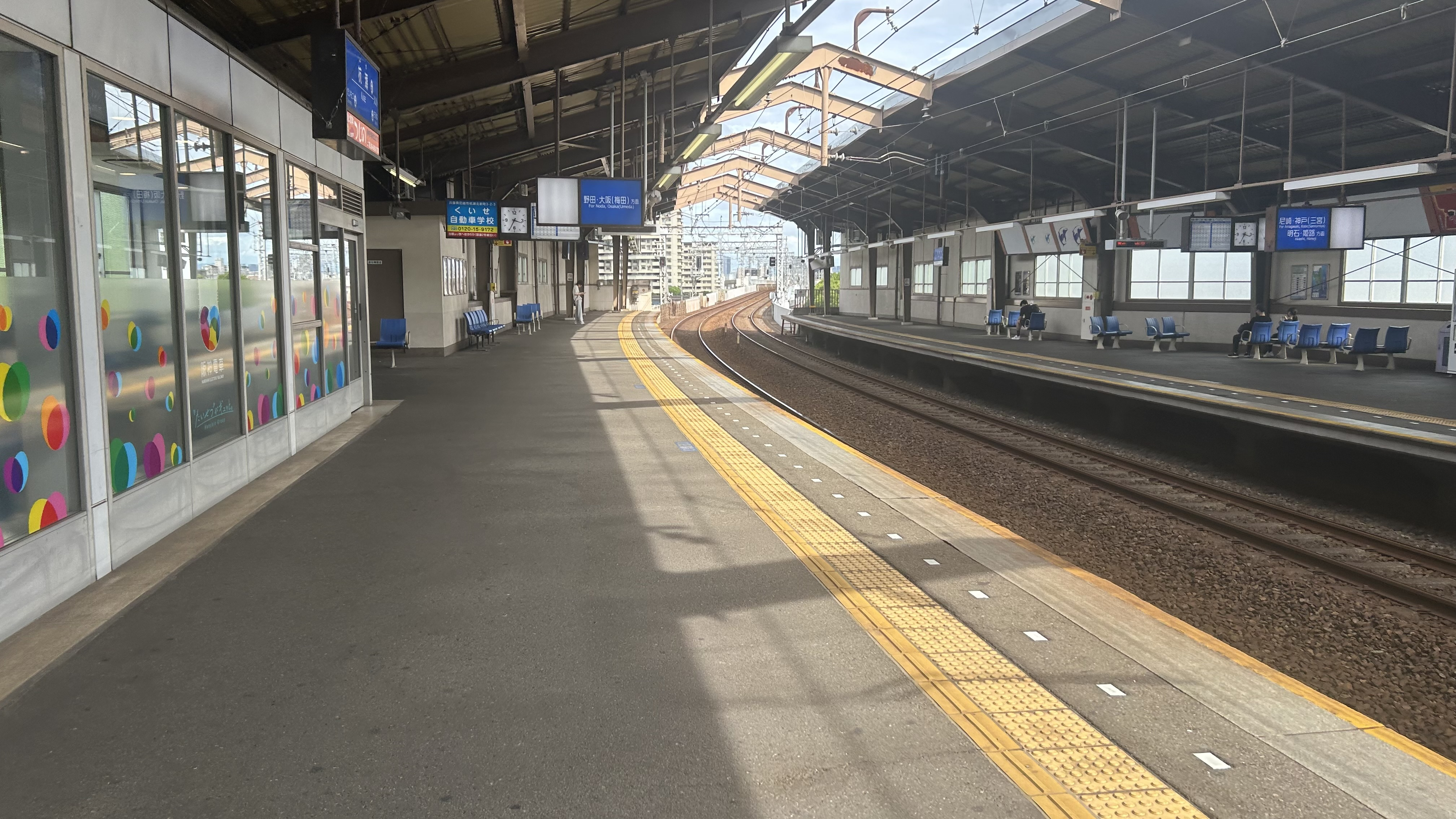
1號月台(2024年6月)

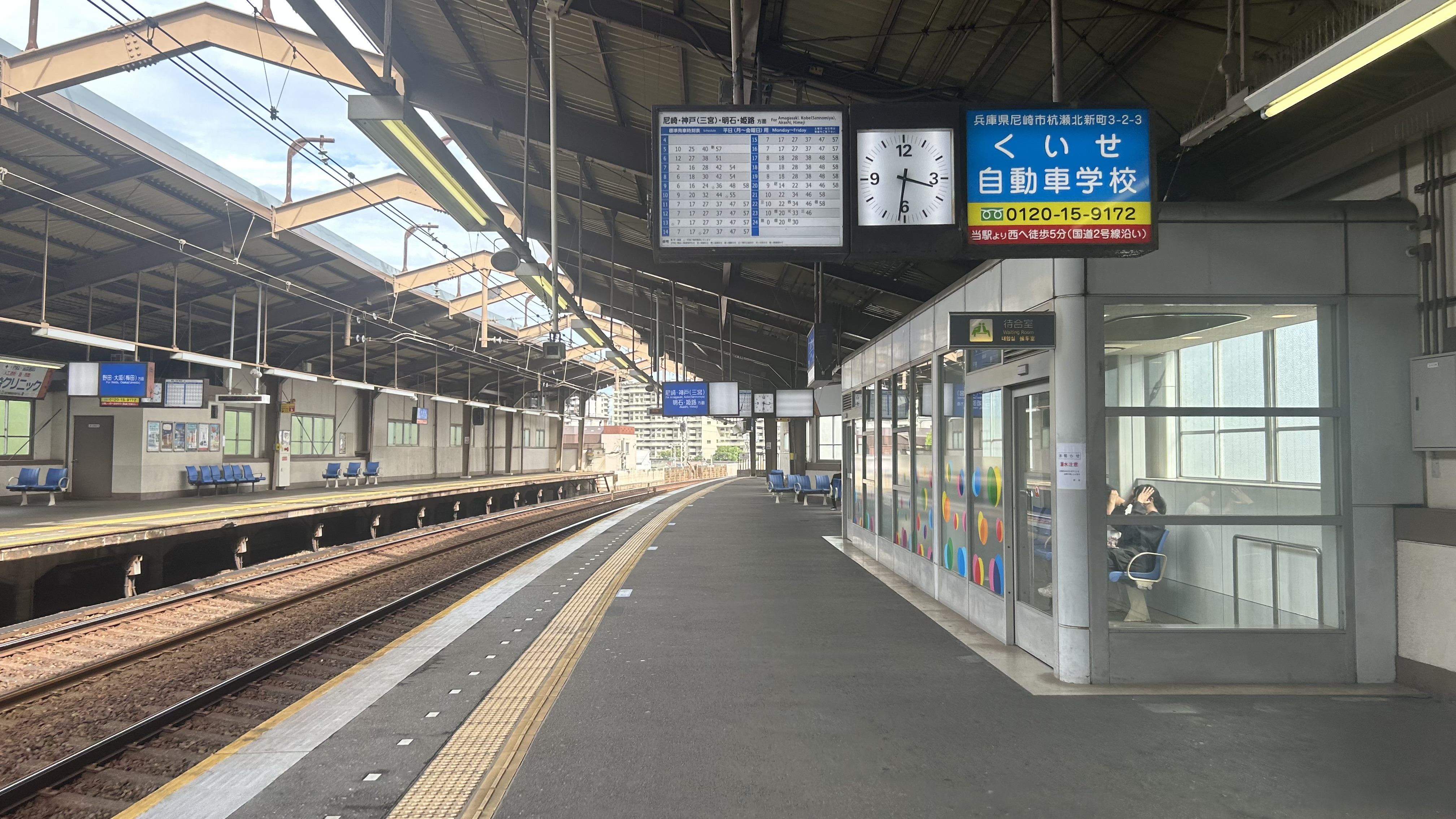
2號月台(2024年6月)

本站是高架車站，設有2面2線的相對式月台。因站內設有轉轍器和絶對信號機，因此被定義為停留所。月台上設有候車室。梅田方向月台與車廂之間的空隙比較大。2樓為閘口層和車站大廳，3樓則為月台。站內只有一處閘口。升降機塔中有一個長1.5m×高0.7m的巨大阪神電氣鐵道社章。

### 月台
| 月台 | 路線 | 上下行 | 方向                   |
| ---- | ---- | ------ | ---------------------- |
| 1    | 本線 | 上行   | 大阪（梅田）方向       |
| 2    | 本線 | 下行   | 神戶（三宮）、姬路方向 |

※在站內沒有標示月台編號。但是在官方網站的站內圖中，上行月台為1號月台，下行月台為2號月台。月台可容納6卡車廂。
| ← 梅田方向      | 杭瀨站配線略圖 | → 三宮・元町方向 |
| 图例 参考文献： |                |                  |

## 使用狀況
在2018年度，1日平均上下車人次為9,163人。
以下為各年度1日平均乘車、上下車人次列表。
| 年度   | 1日平均 上下車人次 | 1日平均 乘車人次 | 參考資料 |
| ------ | ------------------ | ---------------- | -------- |
| 2001年 | 12,717             | 6,339            | [ 6 ]    |
| 2002年 | 11,850             | 5,887            | [ 6 ]    |
| 2003年 | 11,576             | 5,468            | [ 7 ]    |
| 2004年 | 10,973             | 5,468            | [ 8 ]    |
| 2005年 | 10,776             | 5,364            | [ 9 ]    |
| 2006年 | 10,811             | 5,383            | [ 10 ]   |
| 2007年 | 10,339             | 5,124            | [ 11 ]   |
| 2008年 | 10,340             | 5,099            | [ 12 ]   |
| 2009年 | 10,362             | 5,140            | [ 13 ]   |
| 2010年 | 10,003             | 4,963            | [ 14 ]   |
| 2011年 | 9,903              | 4,909            | [ 15 ]   |
| 2012年 | 9,584              | 4,771            | [ 16 ]   |
| 2013年 | 9,202              | 4,558            | [ 17 ]   |
| 2014年 | 9,311              | 4,621            | [ 18 ]   |
| 2015年 | 9,343              | 4,646            | [ 19 ]   |
| 2016年 | 9,045              | 4,482            | [ 20 ]   |
| 2017年 | 9,144              | 4,527            | [ 21 ]   |
| 2018年 | 9,163              | 4,542            | [ 22 ]   |

## 車站周邊

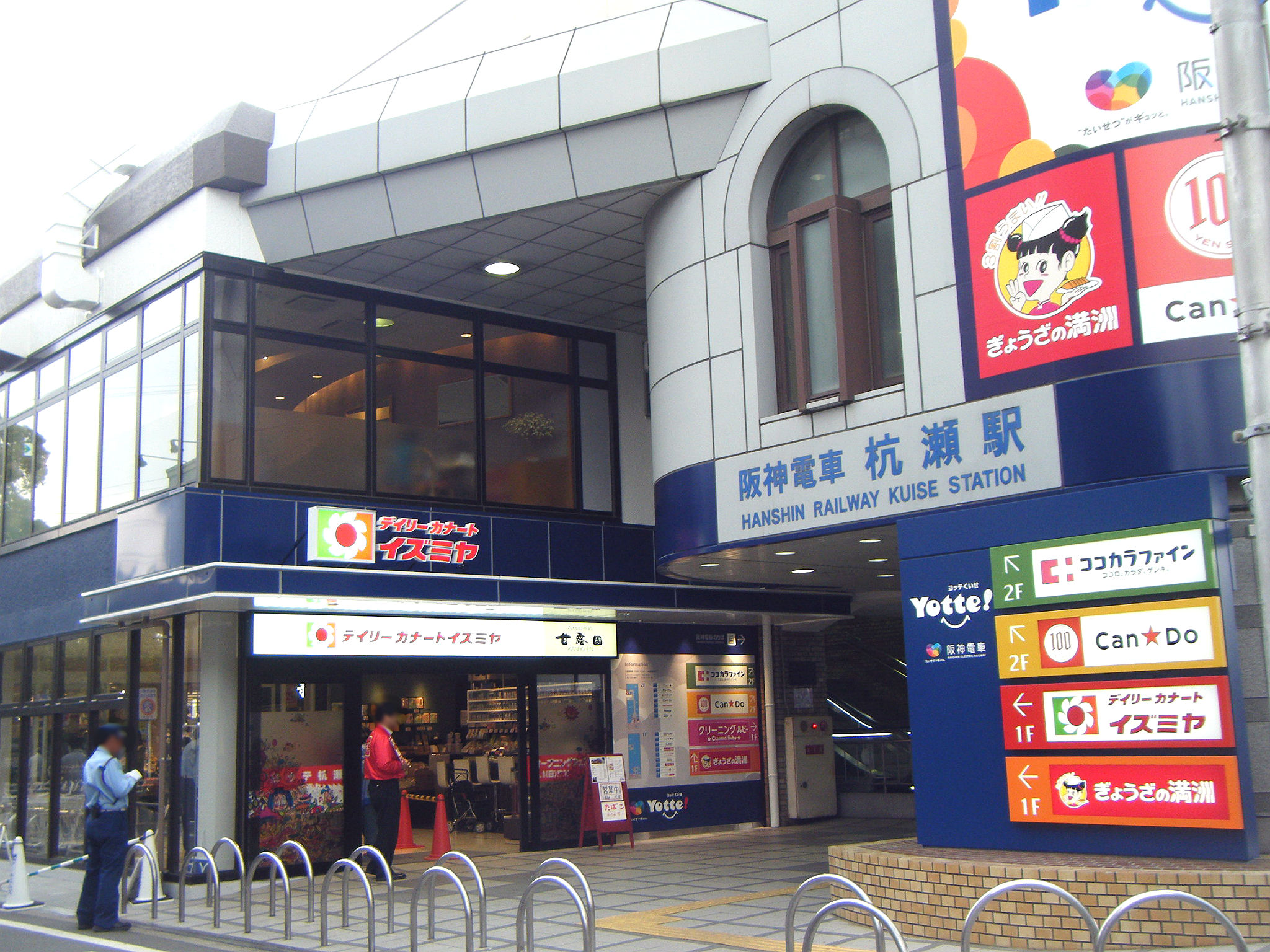
Yotte杭瀨（車站高架橋下）

在車站高架橋下設有於1979年開始營業的商業設施「站之街杭瀨」，並在2013年進行翻新工程，在2014年5月改名為「Yotte杭瀨」。
- 宮前公園
- 杭瀨熊野神社
- 國道2號
- 尼崎杭瀨郵局
- 杭瀨本町商店街[1]
- 杭瀨市場
- 尼崎市立杭瀨小學
- 杭瀨團地
- 梶島住吉神社
- 神光宮
- Rengo（日语：レンゴー）尼崎工廠
- 阪神巴士（日语：阪神バス）「阪神杭瀨」巴士站，「阪神杭瀨站北」巴士站（在國道2號上）

## 相鄰車站
阪神電氣鐵道
 本線
■■直通特急、■特急、■區間特急、■急行、■區間急行
通過
■普通
千船（HS 06）－杭瀨（HS 07）－大物（HS 08）

## 外部連結
- 杭瀨（路線圖、車站資訊） - 阪神電氣鐵道